# Người hâm mộ

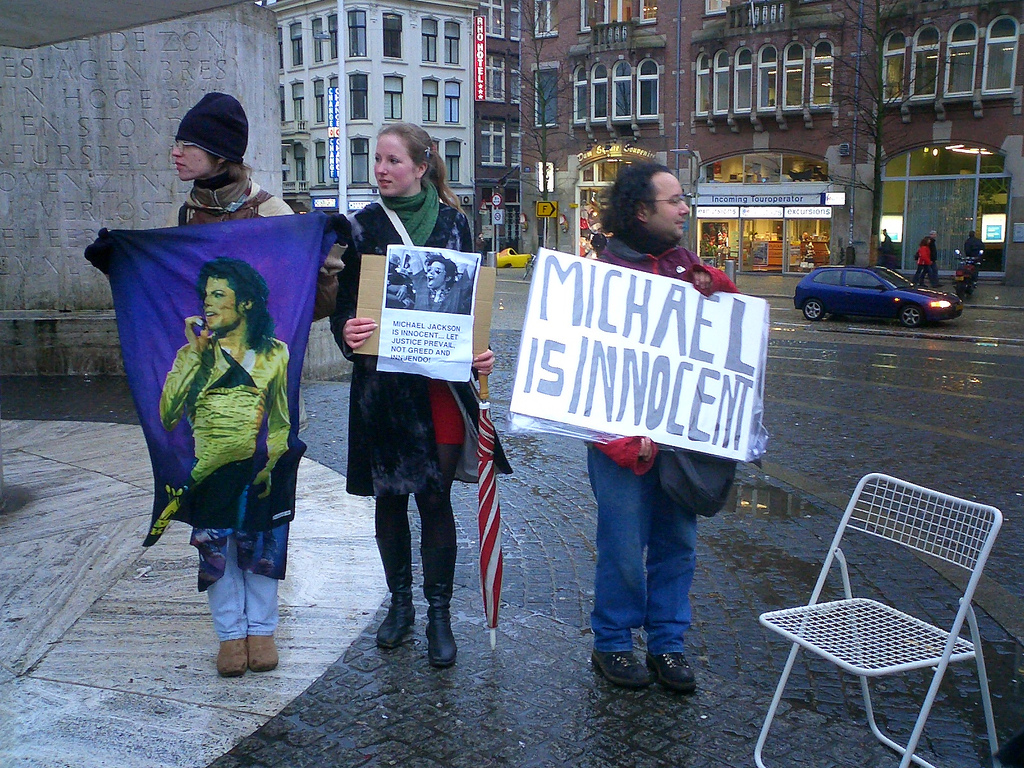
Những fan hâm mộ của ca sĩ Michael Jackson

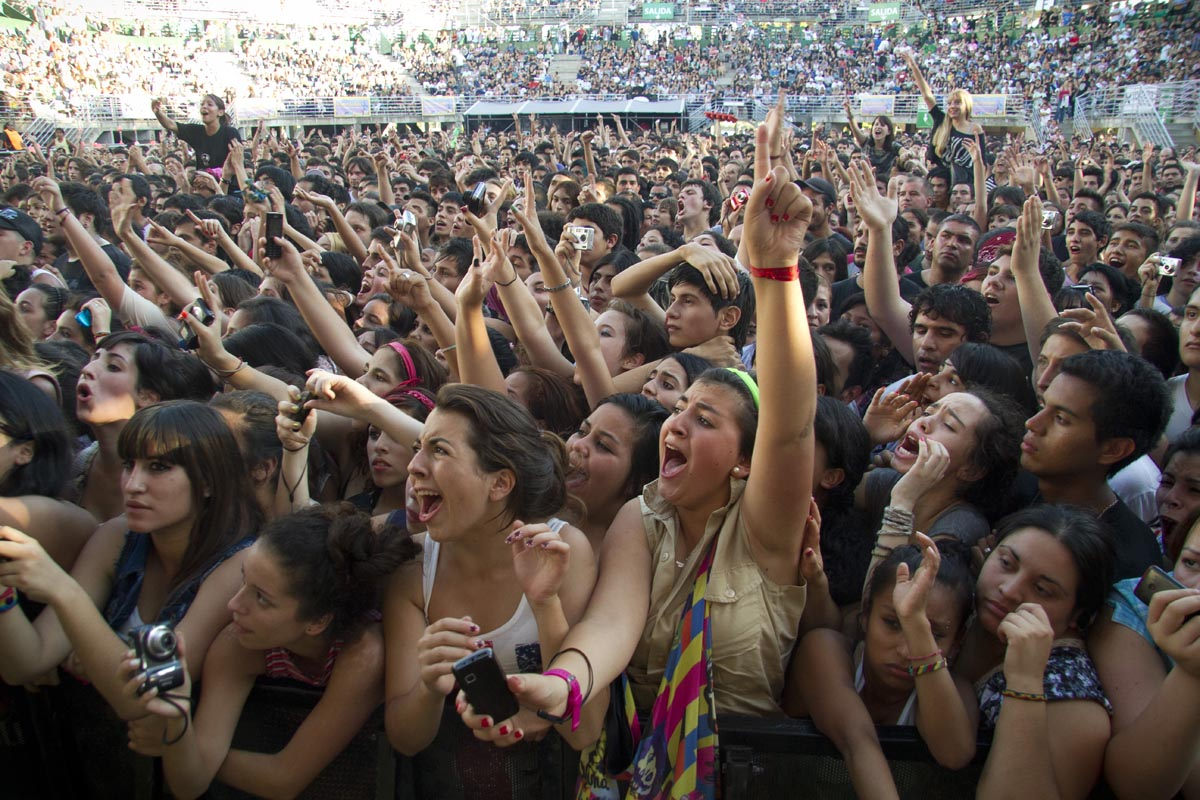
Người hâm mộ tại một buổi độc tấu ở Buenos Aires, Argentina

Người hâm mộ hay người ái mộ hay còn gọi với cái tên ngắn gọn là fan, fan hâm mộ, các fan là tên gọi chỉ chung cho một nhóm đông người cùng chung một ý thích và biểu hiện sự nhiệt tình, ủng hộ, yêu quý và dành những tình cảm nồng nhiệt cho một cái gì đó, thông thường là dành tình cảm  cho những vận động viên thể thao, đặc biệt là môn bóng đá và những cầu thủ bóng đá hay cuồng nhiệt vì giới giải trí, giới ca sĩ, diễn viên, nghệ sĩ, ban nhạc, nhóm nhạc những đối tượng này gọi chung là thần tượng. Người hâm mộ có nhiều lứa tuổi và biểu hiện cũng khác nhau, ví dụ như những fan cuồng tuổi teen, những người hâm mộ có tuổi. Những biểu hiện về sự hâm một dành cho một đối tượng là rất phong phú như gọi tên, xin chữ ký, in ảnh.

## Trên thế giới
Tôn thờ thần tượng quá mức trên khắp thế giới muôn hình vạn trạng nhưng lại là một hội chứng chung. Các nhà tâm lý cho rằng trong một xã hội mà các loại hình truyền thông phát triển, sự gần gũi với gia đình, cộng đồng bị giảm sút thì đối với nhiều người, người nổi tiếng đã dần thế chỗ người thân, hàng xóm và bạn bè. Một số chuyên gia phương Tây lo ngại việc trẻ em đang tôn thờ thần tượng theo hướng tiêu cực hơn là noi gương theo những điều tốt, có ý kiến cho rằng tôn thờ thần tượng không phải là một hiện tượng mới. Cái mới ở đây là mức độ cảm xúc sâu hơn và đẩy những đứa trẻ vào hội chứng này ở độ tuổi ngày một nhỏ hơn.Một số fan cuồng vì mong muốn được chú ý đã ra tay với thần tượng tiêu biểu là vụ ám sát John Lennon của The Beatles.
Người hâm mộ những ca sĩ chủ yếu là giới trẻ, xét về mặt giới tính đa số người đam mê thần tượng là nữ, thần tượng được si mê đều là nam (Big Bang, Super Junior, Bi Rain…), và trong cuộc khảo sát tại Trung Quốc năm 2011 thì trong số 10 thần tượng của thanh thiếu niên Trung Quốc chỉ có một người là nữ vì nữ có ít các hoạt động giải trí khác hơn nam và trong độ tuổi thanh thiếu niên thì nữ cũng thường bắt đầu có những cảm xúc, cảm giác về tình yêu sớm hơn và nhiều hơn nam, mặt khác nam thì duy lý hơn nên có vẻ như ít cuồng si thần tượng hơn.
Ở Hàn Quốc, fan cuồng còn được gọi là sasaeng fan, một lực lượng trẻ đông đảo”cuồng” các thần tượng mà họ ngưỡng mộ. Các sasaeng fan cũng có sự cạnh tranh ngầm với nhau. Họ thường xuyên vào blog của nhau để kiểm tra xem sasaeng fan nào có nhiều ảnh độc về thần tượng hơn, hay góc chụp ảnh đẹp hơn. Sasaeng fan thường ngủ qua đêm tại vỉa hè, phòng máy tính. Một số thậm chí trở thành người vô gia cư khi bỏ học, bỏ nhà lang thang theo bước chân thần tượng.
Ở Trung Quốc có trường hợp một cô gái Dương Lệ Quyên mê diễn viên Lưu Đức Hoa đến điên cuồng. Cô gái này đã hâm mộ thần tượng Lưu Đức Hoa trong suốt 13 năm, và mong ước để gặp thần tượng. Gia đình cô đã bán hết nhà cửa, thậm chí vay tiền để lo cho con đi Hồng Kông gặp thần tượng, cha cô còn định bán thận để có tiền.
Tại Mỹ, ca sĩ nổi tiếng Rihanna bị bạn trai mình là ca sĩ nhạc R&B Chris Brown đánh. Tuy nhiên, những fan trung thành với Chris Brown lại ủng hộ thần tượng của mình, đã có 25 phụ nữ nêu ý kiến bảo vệ hành động của Chris Brown, rằng họ sẽ cho anh ta đánh bất cứ lúc nào. Một số fan thậm chí còn bày tỏ khát khao được chàng ca sĩ này đánh.

## Tại Việt Nam
Việt Nam có những fan hâm mộ cuồng nhiệt đối với những diễn viên, ca sĩ ngoại quốc cũng như trong nước. Để bám theo thần tượng, nhiều bạn trẻ đã không ngại bỏ học, bỏ thời gian, công sức thậm chí chấp nhận làm gái mại dâm để có tiền rồi tận tâm tận lực đi theo một ca sĩ, một diễn viên nổi danh mà không cần nhận được bất cứ gì. Thậm chí còn có trường hợp ái mộ đến mức đưa thần tượng lên bàn thờ, có cả nhang đèn thắp thường xuyên (ca sĩ Đan Trường).
Nhiều bạn trẻ tìm mọi cách vòi vĩnh cha mẹ, thậm chí đòi chết để có vé hoặc được ra sân bay chầu chực để một lần trông thấy thần tượng. Nhiều bạn bỏ học, bỏ thời gian, nhịn đói chỉ để chờ đợi thấy thần tượng rồi bật khóc, ngất xỉu, gây rối loạn trật tự. Họ không ngại bỏ tiền thuê xe chạy theo xe thần tượng đến tận khách sạn rồi chầu chực bên ngoài chỉ để hy vọng một lúc nào đó thần tượng đi ngang qua. Nhiều fan thức đến nửa đêm chầu chực ngoài sân bay mong nhìn được thần tượng, khi họ không thấy được thần tượng thì khóc lóc sụt sùi. Những fan đó có thể nhịn ăn nhịn mặc để mua những chiếc vé chợ đen có giá vài triệu đồng đi xem thần tượng bất chấp trời nắng nóng nhưng sẵn sàng đứng đến nửa ngày trời để mong gặp thần tượng.
Cũng ở Việt Nam, khi có các chuyến lưu diễn của các ca sĩ, diễn viên ngoại quốc (nhất là từ Hàn Quốc) thì người hâm mộ trẻ bất chấp nắng, mưa, nhịn đói nhịn khát, chẳng màng đến những lời chê trách có thể làm mọi thứ ngoài sức tưởng tượng của người lớn để thỏa mãn một điều duy nhất là biểu lộ cảm xúc với thần tượng của mình. Họ bất cần thân thể, chỉ chờ mà không ăn uống, thậm chí khóc lóc vô cớ, nhất là những cô gái rất trẻ cố bám mình theo xe thần tượng chạm tay vào kính xe rồi khóc lóc vật vã.
Cá biệt hơn, một số fan cuồng ở Hà Nội xúm nhau ngửi và hôn lên chiếc ghế thần tượng đã ngồi, họ ái mộ đến mức xúm nhau hôn chỗ ngồi của thần tượng và được coi là việc làm có một không hai trên thế giới. Thậm chí một số fan cuồng còn sẵn sàng chấp nhận làm tình một đêm để có được tấm vé vào xem thần tượng biểu diễn.
Một số ý kiến cho rằng, việc gào thét, khóc lóc khi thấy thần tượng không phải là hành vi vốn có của thanh thiếu niên Việt Nam mà là sự bắt chước, theo đuôi giới thanh thiếu niên Nhật Bản, Hàn Quốc và do hiệu ứng của các phương tiện truyền thông đại chúng và đặc biệt là Internet làm nên nền văn hóa cuồng si thần tượng trong giới thanh thiếu niên hiện nay ở Việt Nam.

## Ý kiến
Có ý kiến cho rằng bản chất của việc thần tượng, yêu mến một ca sĩ, diễn viên không phải là xấu nhưng nếu quá đà, không biết tiết chế thì không tốt. Nếu mỗi gia đình nói chung, xã hội nói riêng không thực sự nghiêm túc trong vấn đề định hướng cho suy nghĩ của giới trẻ về vấn đề thần tượng thì nguy hiểm.
Là người hâm mộ là thích tài năng hay tính cách của idol trên sân khấu, khi gặp fan. Vì tính cách trên sân khấu và gặp fan sẽ khác với con người ngoài đời thật. Nếu thích thần tượng bằng tính cách ngoài đời thì việc đó rất khó trừ khi idol và bạn là bạn thân ngoài đời. Hay làm một người fan có lý trí.
Nhạc sĩ Tuấn Khanh có nhận định về những fan hâm mộ âm nhạc cuồng tín ở Việt Nam cho rằng họ đang ở trong một cơn mê cảm tập thể, sự cuồng nhiệt như một thứ ma túy tinh thần, bất chấp mai sau và cả một đám đông đang ồ ạt đơn điệu trong kiểu cách sống như một cơn mê cảm tập thể của một thế hệ thiếu niềm tin, thiếu lý tưởng sống và lạc lối vào sự lựa chọn tạm thời của mình.